# Alex Turner
Alexander David Turner (ur. 6 stycznia 1986, Sheffield) – brytyjski muzyk. Jest członkiem i liderem zespołów Arctic Monkeys i The Last Shadow Puppets, w których jest wokalistą, gitarzystą i autorem tekstów.

## Dzieciństwo
Dorastał na przedmieściach Sheffield-High Green jako jedyny syn Penny i Davida Turner. Na Gwiazdkę roku 2001, Alex otrzymał swoją pierwszą gitarę, podobnie jak jego sąsiad – Jamie Cook. Według samego Turnera, to zespół Oasis wzbudził w nim pragnienie grania na gitarze. Z kolei zachowanie Craiga Nichollsa – wokalisty australijskiej kapeli rockowej The Vines – zmusiło go do myślenia „To właśnie o TO chodzi w byciu wokalistą”. Turner twierdzi, że jego występy są ściśle związane ze scenicznymi popisami Nichollsa. Alex: „Gdy gramy, robię to co Craig Nicholls, w pełni się wyluzowuję”. Jednakże, to wpływy rodziców Turnera (nauczycielki języka niemieckiego i muzyka jazzowego), pomogły młodemu muzykowi zwracać uwagę na muzyczne detale i skupiać się na budowaniu ciekawych pod względem językowym tekstów piosenek.

## Powstanie zespołu Arctic Monkeys
Razem z Andym Nicholsonem i Mattem Heldersem, Alex uczęszczał do Stocksbridge High School i w 2002 roku założył zespół Arctic Monkeys. Turner pracował w tym czasie jako kelner w barach, często podczas koncertów lokalnych zespołów. Turner: „Bardzo drażniło mnie, kiedy zespoły pojawiały się na scenie i mówiły «Mamy nasze płyty do sprzedania – trzy funty każda…», wtedy myślałem: «Spadajcie! Myślicie, że niby kim jesteście?»”. Na podstawie tych doświadczeń, zespół na początku swojej kariery miał w zwyczaju rozdawać za darmo swoje CD.
Turner zawsze był głównym autorem tekstów, a jego umiejętność wnikliwej obserwacji codziennego życia w dużym mieście i przelewanie swoich przemyśleń na papier, skłaniały krytykę do porównywania Turnera do frontmana The Streets, Mike’a Skinnera. Opisując sposób, w jaki tworzy piosenki, Turner mówi: „Myślę o czymś, spisuję swoje myśli i zaczynam budować tekst w takiej luźnej formie. Najlepsze przychodzi, gdy mam już melodię i rytm, wiem wtedy jak wiele sylab jest w każdej linijce, zaczynam więc przebudowywać utwór zgodnie co do tych podstaw, zwracam dużo uwagi na każdy drobny aspekt”.

## Solowa twórczość
Na początku 2011 roku Turner wydał EP o nazwie Submarine, które jest soundtrackiem do filmu o tym samym tytule. Zostało na nim zawartych sześć akustycznych utworów, w tym późniejszy hit Arctic Monkeys pod tytułem Piledriver Waltz. Album otrzymał przychylne recenzje.

## Życie prywatne
Prywatne życie Turnera jest skutecznie skrywane przed mediami. Wspiera zespoły pochodzące z jego rodzinnego miasta, odwiedza lokalny klub „The Leadmill”. Jest także kibicem drużyny piłkarskiej – Sheffield Wednesday.